# 高尔道·克里斯蒂娜
高尔道·克里斯蒂娜（匈牙利語：Garda Krisztina，1994年7月16日—），匈牙利女子水球运动员。她曾代表匈牙利国家队参加2016年和2020年夏季奥林匹克运动会水球比赛，其中2020年奥运会获得一枚铜牌。